# Torre de Observación de Ruidoso
La Torre de Observación de Ruidoso
 (en inglés: Ruidoso Lookout Tower) fue terminada en 1940 por el Servicio Forestal de Estados Unidos para servir como una torre de vigilancia de incendios en el Bosque Nacional Lincoln, Nuevo México, al sur de Estados Unidos. Permanece en uso activo para la detección de incendios urbanos / suburbanos en la ciudad de Ruidoso, que ha crecido en los últimos años hasta rodear la torre. La estructura se encuentra a una torre 30 'Aermotor con pasarelas metálicas y se remata con una cabina de madera de 14'x14'. La estructura está incluida en el Registro Nacional de Lugares Históricos, así como en el Registro Estatal de Nuevo México de espacios culturales. 